# Ugnsmunnarna naturreservat
Ugnsmunnarna naturreservat är ett naturreservat i Kristianstads kommun i Skåne län.
Området är naturskyddat sedan 2021 och är 30 hektar stort. Reservatet ligger ön Ivös västra sida och består av kalkrika bokskogar och de grottor som gett området sitt namn.